# Judy Blume
Judy Blume, nata Judith Sussman (Elizabeth, 12 febbraio 1938), è una scrittrice statunitense.

## Carriera
È una scrittrice per bambini e adolescenti. Alcuni dei suoi lavori più conosciuti sono Are You There God? It's Me, Margaret. (1970), Tales of a Fourth Grade Nothing (1972) e Blubber (1974).
Il New Yorker l'ha definita come una delle autrici più importanti di romanzi nel genere "young adult" e ha definito i suoi libri dei "talismani che hanno accompagnato moltissime ragazze verso l’età adulta".
Pubblicando il suo primo romanzo nel 1969, è una dei primi autori a sdoganare argomenti fino ad allora considerati tabù per giovani e adolescenti; tra questi vi erano masturbazione, sesso, mestruazioni, bullismo, sessualità e morte. Per questo motivo la American Library Association l'ha inserita tra gli autori le cui opere sono state più spesso bandite.
Nel 1996 ha ricevuto il Margaret Edwards Award.
Il suo cognome Blume è quello del primo marito John M. Blume, con cui è stata sposata dal 1959 al 1976. In seguito è stata sposata con Thomas A. Kitchens, mentre dal 1987 è sposata con George Cooper.
Nel 2004 il premio "Medal for Distinguished Contribution to American Letters" nell'ambito del National Book Award.

## Opere
Narrativa per l’infanzia
- The One in the Middle Is the Green Kangaroo (1969)
- Iggie's House (1970)
- Tales of a Fourth Grade Nothing (1972)
- Otherwise Known as Sheila the Great (1972)
  - Mitica Sheila!, traduzione di Mariarosa Zannini, illustrazioni di Alfredo Belli, Trieste, Emme, 1994, ISBN 88-7927-194-6
- The Pain and the Great One (1974)
- Blubber (1974). 
  - Quando le balene, traduzione di Mara Pace, Milano, De Agostini, 2020, ISBN 978-88-511-7599-3
- Starring Sally J. Freedman as Herself (1977)
- Freckle Juice (1978)
- Superfudge (1980)
- Fudge-a-Mania (1990)
  - Bigné, gas verde e mirtillo blu, traduzione di Mariarosa Zannini, illustrazioni di Alfredo Belli, Trieste, Emme, 1993, ISBN 88-7927-172-5
- Double Fudge (2002)
- Soupy Saturdays with the Pain and the Great One (2007)
- Cool Zone with the Pain and the Great One (2008)
- Going, Going, Gone! With the Pain and the Great One (2008)
- Friend or Fiend? With the Pain and the Great One (2008)

Narrativa per adolescenti/giovani
- Are You There God? It’s Me, Margaret (1970)[2]
  - Ragazzi, reggiseni e segreti inconfessabili, traduzione di Claudia Valentini, Segrate, De Agostini Libri, 2023, ISBN 9791221204254
- Then Again, Maybe I Won’t (1971)
- It's Not the End of the World (1972)
- Deenie (1973)
- Forever... (1975).
  - Per sempre, traduzione di Fiammetta Giorgi, Milano, Fabbri, 2001, ISBN 88-451-2613-7
  - Per sempre, traduzione di Fiammetta Giorgi, Milano, BUR Rizzoli, 2022, ISBN 978-88-17-16201-2
- Tiger Eyes (1981)
- Just as Long as We're Together (1987)
- Here's to You, Rachel Robinson (1993)
- Places I Never Meant to Be (1999)

Narrativa per adulti
- Wifey (1978)
- Smart Women (1983)
  - Nuovi amori, traduzione di Cecilia Zecchinelli, Milano, Sonzogno, 1985 (ediz. 2003, ISBN 88-454-2414-6)
- Summer Sisters (1998)
  - Sorelle d'estate, traduzione di Tilde Riva, Milano, BUR Rizzoli, 2001, ISBN 88-17-12558-X
  - Le sorelle che ti scegli, traduzione di Tilde Riva, Milano, Libreria Pienogiorno, 2024, ISBN 979-12-8136-829-3
- In the Unlikely Event (2015)
  - Ti vedrò nei miei sogni, traduzione di Enrica Budetta, Milano, Rizzoli, 2016, ISBN 978-88-17-08883-1

Altro
- It’s Fine to Be Nine (2000)
- It’s Heaven to Be Seven (2000)
- The Judy Blume Diary (1981)
- Letter to Judy: What Your Kids Wish They Could Tell You (1986)
- The Judy Blume Memory Book (1988)